# Rothenburg (Svizzera)
Rothenburg (toponimo tedesco) è un comune svizzero di 7 859 abitanti del Canton Lucerna, nel distretto di Hochdorf.

## Geografia fisica
Rothenburg sorge su una lingua rocciosa sopra la gola del Rotbach.

## Monumenti e luoghi d'interesse
- Chiesa parrocchiale cattolica dei Santi Barbara e Pelagio, eretta nel 1731 e ristrutturata nel 1876-1877 e nel 1933-1934[3];
- Chiesa cattolica di Santa Maria in località Bertiswil, attestata dal 1173 e ristrutturata nel XII e nel XIV secolo e nel 1520 circa[3][4];
- Ponte di Rothenburg (Rothenburger Brücke) sulla gola del Rotbach, attestato dal 1418 e ricostruito nel 1575-1577[3].

## Società

### Evoluzione demografica
L'evoluzione demografica è riportata nella seguente tabella:
Abitanti censiti

## Geografia antropica
Il comune fa parte dell'area metropolitana di Lucerna.

## Economia
L'economia locale si basa prevalentemente sul settore secondario.

## Infrastrutture e trasporti
Rothenburg è servita dalle stazioni di Rothenburg Station e di Emmenbrücke Kapf (fino a dicembre 2022 chiamate rispettivamente Rothenburg e Rothenburg Dorf) delle Ferrovie Federali Svizzere, sulla ferrovia Olten-Lucerna, e dall'uscita autostradale di Rothenburg, sulla A2/E35.